# Диметиламинотриметилстаннан
Диметиламинотриметилстаннан — оловоорганическое соединение,
амино- и метилпроизводное станнана
с формулой Sn(CH3)3N(CH3)2,
бесцветная жидкость,
реагирует с водой.

## Получение
- Реакция хлорида триметилолова и диметиламид лития:

{\displaystyle {\mathsf {2Sn(CH_{3})_{3}Cl+(CH_{3})_{2}NLi\ {\xrightarrow {}}\ Sn(CH_{3})_{3}N(CH_{3})_{2}+LiCl}}}

## Физические свойства
Диметиламинотриметилстаннан образует бесцветную жидкость.
Реагирует с водой.